# 太平坊清真寺
太平坊清真寺是位于江苏省苏州市石路太平坊的一座清真寺。2019年列入苏州市控制保护建筑。
太平坊清真寺建成于1928年，初名“清真义学”，由南京马明德阿訇筹建，沪宁等地穆斯林纷纷捐助。1958年寺庙被征用为工厂，此后又改为学校等。1982年复寺，1985年、1995年、2001年、2012年先后增修改建。清真寺现有建筑650平方米，礼拜大殿120平方米，可供百人同时礼拜。大厅中曾悬挂白崇禧手书“真实无妄”匾额。
太平坊清真寺是现今苏州市区仅有的伊斯兰教活动中心。逢伊斯兰教节日等均会举办相应活动，节庆期间有上千穆斯林参与。该寺也是苏州市伊斯兰教协会驻地。逢有国外伊斯兰教宾客来苏，清真寺承担接待任务。
寺内藏有明清石碑13块，集中全市各清真寺所藏。其中最早的一块为明永乐五年（1407年），明成祖朱棣褒扬阿拉伯来华传教士的圣喻。另有清康熙、雍正、乾隆三块圣喻碑。对研究伊斯兰教历史有重要意义。